# Greg Van Avermaet
Greg Van Avermaet (Lokeren, 17 mei 1985) is een voormalig Belgisch wielrenner. In 2016 werd hij olympisch kampioen op de weg in Rio de Janeiro. Hij is de zoon van wielrenner Ronald Van Avermaet, en ook zijn beide grootvaders Aimé Van Avermaet en Kamiel Buysse waren coureurs.

## Carrière

### Jeugd
In 2003 startte Van Avermaet zijn wielercarrière bij de junioren na een verleden als keeper bij voetbalploeg KSK Beveren. Bij zijn overstap naar de beloften in 2004 won hij in zijn eerste jaar drie wedstrijden. In 2005 won hij elf wedstrijden waaronder Hasselt-Spa-Hasselt en een rit in de Triptyque des Barrages. Ook in 2006 won hij 11 maal. Enkele van deze overwinningen boekte hij al bij de elite, zoals de Kattekoers, Zellik-Galmaarden en de Internationale Wielertrofee Jong Maar Moedig. Verder kroonde hij zich in Charleroi tot Belgisch beloftenkampioen voor Jérôme Giaux en Pieter Vanspeybrouck. In oktober bleef hij samen met Tom Leezer, Jos van Emden, Stijn Neirynck en Huub Duyn het peloton voor in Parijs-Tours voor beloften. In de spurt werd hij tweede na Duyn.

### 2007

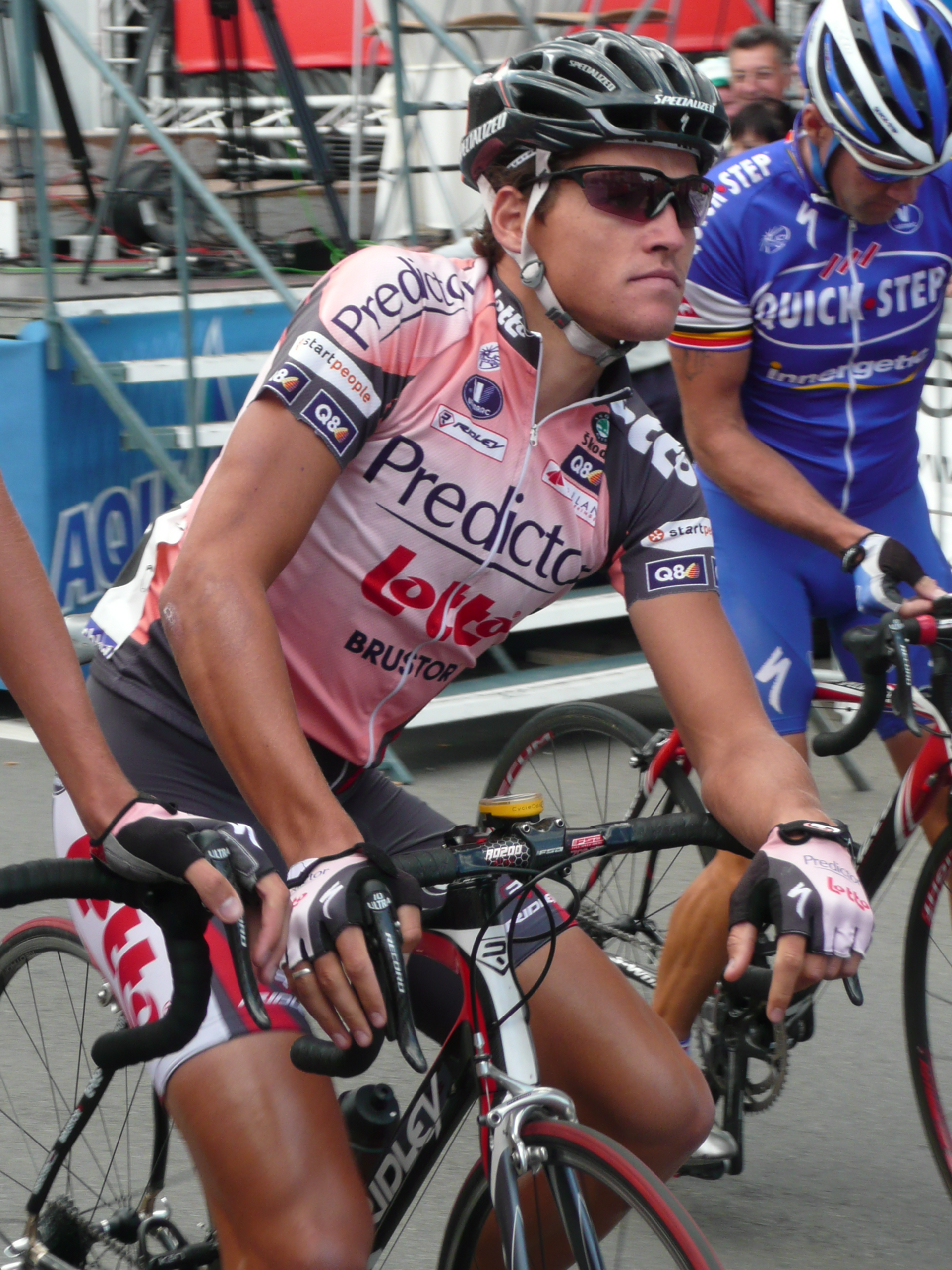
Greg Van Avermaet tijdens het Dernyfestival in Wetteren 2007

Van Avermaet kreeg voor 2007 een profcontract bij Predictor-Lotto. In zijn eerste wedstrijd van het seizoen won hij meteen; hij won de vijfde rit in de Ronde van Qatar. In twee andere etappes eindigde hij bij de eerste tien. Na deze overwinning behaalde Van Avermaet ereplaatsen in Nokere Koerse en de Ronde van het Groene Hart. Predictor-Lotto stelde hem op in de ProTour-wedstrijden Ronde van Vlaanderen en Parijs-Roubaix.
Eind mei reed Van Avermaet in eigen land de Ronde van België. De eerste etappe eindigde in een massasprint waarin hij als derde finishte na Wouter Weylandt. In de tweede etappe verzamelde hij als lid van een kopgroep voldoende bonificatieseconden in de drie tussensprints van de dag om de leiderstrui van Weylandt over te nemen. In de tijdrit verloor hij meer dan een minuut, waarna Vladimir Goesev de leiding in het algemeen klassement overnam. In de laatste rit werd Van Avermaet vijfde in de massasprint. Van Avermaet won in de Ronde van België de eerste prijs in het punten- en in het tussensprintklassement, en eindigde als negende in het algemeen klassement. Eind juli volgden de tweede en derde overwinning bij de profs elkaar snel op. Eerst was Van Avermaet de snelste in de kermiskoers in Westrozebeke. Een week later won hij in een massasprint de tweede etappe in de Ronde van het Waalse Gewest. Door een tweede plaats in de derde etappe en een vijfde plaats in de vijfde etappe werd hij eerste in de eindstand van het puntenklassement.
Op 4 augustus won Van Avermaet Rund um die Hainleite, een eendagswedstrijd in de 1.1 categorie in Duitsland. Gegangmaakt door zijn ploeggenoot Björn Leukemans won hij de sprint van een kopgroep van elf.

### 2008
De eerste wedstrijd van het seizoen was de Ronde van Qatar, waar Van Avermaet een jaar eerder zijn eerste overwinning als prof boekte. In de eerste vlakke rit werd hij tweede na Tom Boonen, en ook de rest van de week eindigde hij steeds vooraan. In het eindklassement werd Van Avermaet derde en hij won het jongerenklassement.
In de E3 Prijs was Van Avermaet mee in een vroege vlucht. Hij werd uiteindelijk derde. In de Ronde van België trok hij in de eerste twee etappes de sprint aan voor z'n ploegmaat Jürgen Roelandts. In de derde, de koninginnenrit, pakte hij de etappe en de leiderstrui. Voor het tweede achtereenvolgende jaar begon hij aan de tijdrit in de zwarte trui. Hij moest de zwarte trui afstaan aan Stijn Devolder. Hij eindigde met een tweede plaats in het algemeen klassement achter Devolder, en met winst in het puntenklassement. Hij eindigde op de vierde plaats bij het Belgisch kampioenschap. Zijn ploegmaat Jürgen Roelandts werd eerste.
Begin juli won Van Avermaet het criterium in Sint Niklaas. In dezelfde maand boekte hij een overwinning in de Ronde van Wallonië. Hij pakte er de koninginnenrit en de tweede plaats in het eindklassement achter Sergej Ivanov. Deze laatste was mee in een ontsnapping in de laatste etappe en onttroonde Van Avermaet daarmee als leider. Twee weken later pakte Van Avermaet in de Ronde van de Ain opnieuw een etappe en de eindwinst in het puntenklassement. Daarmee leek hij klaar voor zijn eerste grote ronde: de Ronde van Spanje.
In de negende etappe in deze Ronde van Spanje, van Vielha e Mijaran naar Sabiñánigo, klopte hij in een vlucht van twaalf een indrukwekkende reeks ervaren renners als Davide Rebellin, Juan Antonio Flecha, Damiano Cunego, Rinaldo Nocentini, Egoi Martínez en Patrice Halgand. Daarover zei hij na afloop: 'Ik denk wel dat dit mijn mooiste zege in mijn loopbaan is.' In de volgende etappe werden de sprinters verrast door Sébastien Hinault, die de winst opeiste. Met een derde plaats kreeg Van Avermaet wel de puntentrui in zijn bezit. Een spannende strijd om die trui met Alberto Contador en Alejandro Valverde ontspon  zich. Van Avermaet slaagde erin de trui te heroveren en zo kwam hij in zijn eerste grote ronde op het podium als winnaar van de blauwe trui.
Aan het einde van het seizoen werd Van Avermaet door zijn collega-wielrenners beloond met de Flandrien-Trofee; de prijs voor de beste Belgische wielrenner van het seizoen.

### 2009-2010
In 2009 en 2010 ging het allemaal wat minder met hem, hij wist wel een paar top-10-plaatsen te halen, maar echt winnen lukte niet meer, op de Heistse Pijl in 2009 na. Na een sterke wedstrijd in dienst van Philippe Gilbert haalde hij eind 2010 op het wereldkampioenschap in Geelong (Australië) wel een knappe vijfde plaats.
Aan het einde van het seizoen verliet hij Omega Pharma-Lotto voor BMC.

### 2011

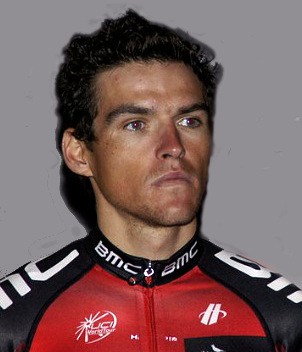
Greg Van Avermaet bij de ploegvoorstelling van BMC Racing Team in 2011

Vanaf 2011 reed Van Avermaet in dienst van de Zwitserse ploeg BMC Racing Team. In de Ronde van België werd Van Avermaet zowel in de vierde etappe naar Eupen als in het eindklassement tweede, achter Philippe Gilbert. Hij won later een rit in de Ronde van Oostenrijk. Hij geraakte met een groepje voorop en won in de sprint. Het was de eerste zege sinds deze in de Vuelta 2008. In de Ronde van Wallonië won hij de laatste etappe en stelde daarmee de eindzege in deze ronde veilig. De zaterdag die daarop volgde stond Van Avermaet aan de start van de Clásica San Sebastián. Op vier kilometer van de streep versnelde Philippe Gilbert, die deze wedstrijd ook zou winnen. In de laatste kilometer ging ook nog de Spanjaard Carlos Barredo ervandoor. Van Avermaet sprintte naar de derde plaats op twee seconden van Barredo. Na een ontgoochelend WK (door een valpartij in een verloren positie) won Van Avermaet op 9 oktober zijn eerste grote klassieker, Parijs-Tours. In de daaropvolgende Ronde van Piemonte moest hij Daniel Moreno laten voorgaan.

### 2012
Philippe Gilbert reed sinds dit seizoen ook voor BMC. In de Grote Prijs van Quebec werd Van Avermaet tweede na Simon Gerrans en ook in de Grote Prijs van Wallonië werd hij tweede, ditmaal na de Fransman Julien Simon. Op het wereldkampioenschap in Valkenburg hielp hij met de Belgische ploeg Philippe Gilbert aan de wereldtitel. Het jaar sloot hij af met een zesde plaats in Parijs-Tours.

### 2013
Van Avermaet deed ook in 2013 zijn reputatie als 'meneer regelmaat' alle eer aan. In de Ronde van Oman eindigde hij in de derde etappe als tweede achter Peter Sagan. In de daaropvolgende klassiekers, werd hij derde (Gent-Wevelgem), zevende (Ronde van Vlaanderen 2013), vierde (Parijs-Roubaix) en zesde (Brabantse Pijl).
In juli won hij de derde rit in de Ronde van Wallonië, tevens won hij de vijfde en afsluitende rit op de muur van Thuin. Hierdoor werd Van Avermaet ook voor de tweede keer eindwinnaar van de Ronde van Wallonië. Zijn goede zomervorm trok hij door in de Ronde van Utah, waar hij de eerste rit won na een uitval in de laatste kilometer en vervolgens tot driemaal toe op de tweede plaats strandde. In de daaropvolgende Amerikaanse ronde, de USA Pro Challenge, eindigde hij in de eerste rit opnieuw als tweede, ditmaal achter de Slowaak Peter Sagan.
Op het einde van het jaar werd hij door zijn Belgische wielercollega's voor de tweede maal bekroond met de Flandrien-Trofee.

### 2014
In het Belgische openingsweekend werd Van Avermaet tweede in de Omloop Het Nieuwsblad achter Ian Stannard. In de Ronde van Vlaanderen 2014 eindigde hij als tweede na Fabian Cancellara en voor Sep Vanmarcke en Stijn Vandenbergh. In de vijfde etappe in de Eneco Tour won hij voor Tom Dumoulin op de vesten van Geraardsbergen. In de finale van de Grote Prijs van Wallonië raakte hij voorop met Jelle Vanendert, Jan Bakelants en Fränk Schleck. Op de slotklim werd het kwartet ingelopen maar net op dat moment demarreerde Van Avermaet. Hij spurtte op de steile helling van de Citadel van Namen naar z'n tweede overwinning van het seizoen. Tony Gallopin en Jan Bakelants vervolledigden het podium in Namen. De goede vorm vertaalde zich een paar dagen later in alweer een overwinning, ditmaal in de Grote Prijs Impanis-Van Petegem, waar hij na een hele dag in de aanval Tosh Van der Sande en Michał Gołaś in de spurt het nakijken gaf.
Van Avermaet werd op het WK op de weg in Ponferrada vijfde en is daarmee de best geklasseerde Belg.
Met een derde Flandrien-Trofee en een eerste Kristallen Fiets kaapte Van Avermaet op het einde van het seizoen de belangrijkste Belgische wielerprijzen weg.

### 2015
In de voorbereidingskoersen zoals de Ronde van Qatar en de Ronde van Oman pakte Van Avermaet diverse ereplaatsen. In de Strade Bianche werd hij in een spurt op de Piazza del Campo tweede na Zdeněk Štybar en voor Alejandro Valverde.
In 2015 zette Van Avermaet ook een stap vooruit in de proloogritten, waar hij in de proloog van Tirreno-Adriatico derde werd op twee seconden na de Italiaanse tijdritkampioen Adriano Malori en Fabian Cancellara. Van Avermaet zou de derde rit op zijn naam schrijven door met een lange machtspurt te winnen voor Peter Sagan, Zdeněk Štybar en Filippo Pozzato.
In de Ronde van Vlaanderen 2015 veroverde Van Avermaet een derde plek na Alexander Kristoff en Niki Terpstra. Peter Sagan werd vierde. In Parijs-Roubaix van 2015 toonde Van Avermaet zijn hoogvorm met weer een derde plaats. In de Amstel Gold Race kreeg Van Avermaet misschien wel de grootste kans om een grote voorjaarsklassieker binnen te halen. Voor de Cauberg kwam Van Avermaet voorop door te reageren op een uitval van Lars Petter Nordhaug, maar BMC koos ervoor de kaart van Philippe Gilbert te trekken en alles kwam weer samen. In een spurt met de favorieten won wereldkampioen Michał Kwiatkowski voor Alejandro Valverde en Michael Matthews. Van Avermaet werd vijfde en Gilbert uiteindelijk tiende.
In de Ronde van België werd Van Avermaet in de proloog vijfde. In de slotrit nam Van Avermaet de maat van al zijn concurrenten, won de koninginnenrit en werd eindwinnaar.
In de Ronde van Frankrijk werd BMC met Van Avermaet de winnaar van de ploegentijdrit naar Plumelec. De dertiende rit was een rit met aankomst in Rodez op de côte Saint-Pierre die werd gewonnen door Van Avermaet. In een beklijvende massasprint van aan de voet van de beklimming volgde enkel nog Peter Sagan, Jan Bakelants werd derde op drie seconden. Van Avermaet zou na de vijftiende rit de Tour voortijdig verlaten om de geboorte van zijn eerste kindje mee te maken.
Nog geen twee weken na zijn opgave in de Ronde van Frankrijk stond Van Avermaet aan de start van de Clásica San Sebastián. Hij bevond zich in de finale van de koers in een kansrijke positie, maar kwam ten val toen hij van achteren werd aangereden door een motor van de organisatie. Van Avermaet kon de koers niet uitrijden. Zijn ploeg BMC diende na het incident een officiële klacht in en overwoog juridische stappen.

### 2016

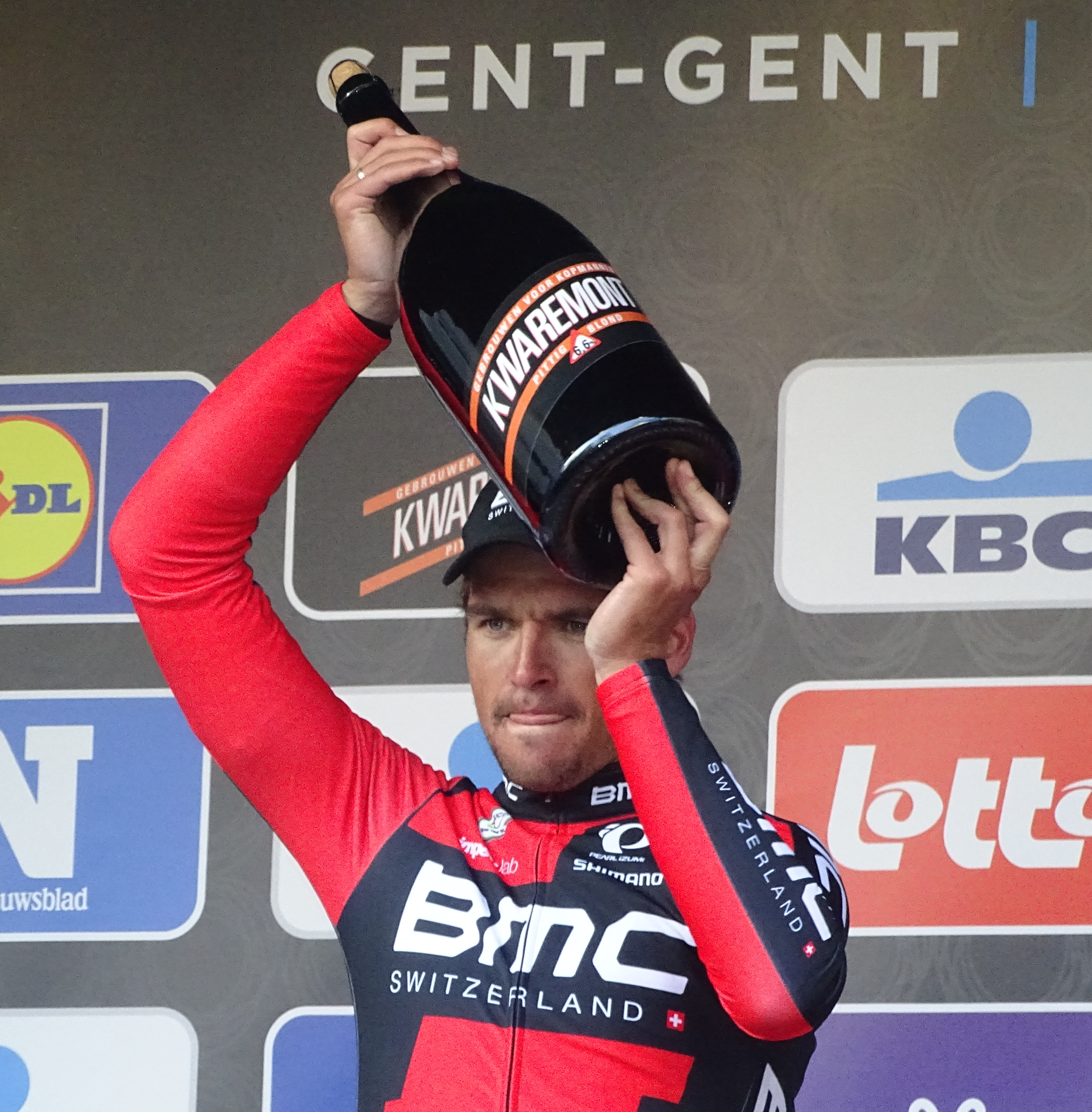
Greg Van Avermaet na zijn overwinning in de Omloop Het Nieuwsblad 2016

Van Avermaet begon sterk aan het seizoen 2016. Hij won de openingsklassieker Omloop Het Nieuwsblad eind februari. Enkele weken later won hij in Tirreno-Adriatico met BMC de ploegentijdrit en individueel de zesde etappe. Tevens was hij de beste in het eindklassement, na het annuleren van de koninginnenrit wegens slecht weer, door in de slottijdrit één seconde voorsprong over te houden op wereldkampioen Peter Sagan. In de Ronde van Vlaanderen viel Van Avermaet op honderd kilometer van de streep en brak hij zijn sleutelbeen.
In de Ronde van Frankrijk won Van Avermaet de vijfde etappe en veroverde ook de gele trui, die hij drie dagen droeg.
Op de Olympische Spelen in Rio de Janeiro behaalde Van Avermaet de gouden medaille tijdens de wegrit, na een sprint tegen de Deen Jakob Fuglsang en de Pool Rafał Majka. Hij voegde daar nog een zege in de GP van Montreal aan toe in een sprint voor wereldkampioen Peter Sagan, die hem twee dagen voordien nog in de GP van Quebec geklopt had.

### 2017
Net als in 2016 begon Van Avermaet sterk aan het seizoen, ondanks twijfels rond zijn fitheid door het oplopen van een enkelbreuk bij een trainingstochtje met de mountainbike in november 2016. Zowel in de ronde van Valencia als in Tirreno-Adriatico wist hij samen met zijn team de ploegentijdrit te winnen. In Tirreno-Adriatico was hij ook een dag drager van de blauwe trui. Op Belgische grond slaagde hij erin om voor de tweede opeenvolgende keer de Omloop Het Nieuwsblad te winnen. Na ereplaatsen in Strade Bianche en Kuurne-Brussel-Kuurne wist hij beslag te leggen op de zegebloemen in zowel de E3 Harelbeke als in Gent-Wevelgem. Hierdoor ging hij aan de leiding in de UCI World Tour-ranking.
Op 9 april won hij zijn eerste 'monument': Parijs-Roubaix. In de sprint op de velodroom bleef hij Štybar en Langeveld voor. Hij verbrak daarbij het 53 jaar oude record van Peter Post van snelste Parijs-Roubaix ooit (met een gemiddelde uursnelheid van 45,204 km/u).

### 2018
Begin 2018 liep niet altijd alles even vlot voor Van Avermaet, maar in de Tour de France droeg hij acht dagen de gele trui.

### 2020
Tijdens de coronapandemie won Van Avermaet een virtuele Ronde van Vlaanderen. Deze virtuele editie van 32 kilometer op de rollen telde dertien deelnemende profwielrenners. Van Avermaet reed weg na de Paterberg en kwam solo aan, voor Oliver Naesen en Nicholas Roche.
Door het uitstel van de Olympische Zomerspelen Tokio 2020 zal Van Avermaet de enige renner zijn die vijf jaar lang de titel van olympisch kampioen draagt. Wegens de financiële gevolgen van de pandemie voor de hoofdsponsor van zijn ploeg stond Van Avermaet een deel van zijn loon af.

### 2023
Op 14 mei won Greg Van Avermaet de Boucles de l'Aulne. Het was van september 2019 geleden dat hij nog eens een zege pakte.
Op 8 oktober reed Greg zijn allerlaatste wedstrijd met Parijs-Tours, een wedstrijd die hij in 2011 won. Hij werd 58e na een lekke band.

## Palmares

### Overwinningen beloften
2005 - 12 zeges waaronder
- Hasselt-Spa-Hasselt
- 1e etappe Triptyque des Barrages

2006 - 13 zeges waaronder
- Belgisch kampioen op de weg, Beloften
- Zellik-Galmaarden
- Kattekoers

### Overwinningen profs
2006 - 2 zeges
- Internationale Wielertrofee Jong Maar Moedig
- Memorial Fred De Bruyne

2007 - 5 zeges
- 5e etappe Ronde van Qatar
- GP Raf Jonckheere
- 2e etappe Ronde van het Waalse Gewest
- Rund um die Hainleite
- Memorial Rik Van Steenbergen

2008 - 5 zeges
- 3e etappe Ronde van België
- Stadsprijs Sint-Niklaas
- 3e etappe Ronde van het Waalse Gewest
- 2e etappe Ronde van de Ain
- 9e etappe Ronde van Spanje
- Puntenklassement Ronde van Spanje

2009 - 1 zege
- Heistse Pijl

2011 - 4 zeges
- 6e etappe Ronde van Oostenrijk
- 5e etappe Ronde van Wallonië
- Eindklassement Ronde van Wallonië
- Parijs-Tours

2013 - 5 zeges
- 2e etappe Ronde van Qatar (ploegentijdrit)
- 3e en 5e etappe Ronde van Wallonië
- Eindklassement Ronde van Wallonië
- 1e etappe Ronde van Utah

2014 - 3 zeges
- 5e etappe Eneco Tour
- Grote Prijs van Wallonië
- Grote Prijs Impanis-Van Petegem

2015 - 5 zeges
- 3e etappe Tirreno-Adriatico
- 4e etappe Ronde van België
- Eindklassement Ronde van België
- 9e (ploegentijdrit) en 13e etappe Ronde van Frankrijk

2016 - 9 zeges
- Omloop Het Nieuwsblad
- 1e (ploegentijdrit) en 6e etappe Tirreno-Adriatico
- Eindklassement Tirreno-Adriatico
- Gullegem Koerse
- 5e etappe Ronde van Frankrijk
- Olympisch kampioenschap op de weg in Rio de Janeiro
- Grote Prijs van Montreal
- 5e etappe (ploegentijdrit) Eneco Tour

2017 - 9 zeges
- 1e etappe (ploegentijdrit) Ronde van Valencia
- Omloop Het Nieuwsblad
- 1e etappe (ploegentijdrit) Tirreno-Adriatico
- E3 Harelbeke
- Gent-Wevelgem
- Parijs-Roubaix
- 2e en 4e etappe Ronde van Luxemburg
- Eindklassement en  Puntenklassement Ronde van Luxemburg
- Eindklassement UCI World Tour 2017

2018 - 6 zeges
- 3e etappe (ploegentijdrit) Ronde van Valencia
- 3e etappe Ronde van Oman
- 1e etappe (ploegentijdrit) Tirreno-Adriatico
- Eindklassement en  Puntenklassement Ronde van Yorkshire
- 1e etappe (ploegentijdrit) Ronde van Zwitserland
- 3e etappe (ploegentijdrit) Ronde Van Frankrijk

2019 - 3 zeges
- 3e etappe Ronde van Valencia
- 4e etappe Ronde van Yorkshire
- Grote Prijs van Montreal

2020 - 1 zege
- DeRonde2020 (geen UCI-zege)

2023 - 1 zege
- Boucles de l'Aulne

Totaal - 58 zeges bij de elite waarvan 10 ploegentijdritten en 1 online wedstrijd

### Voornaamste ereplaatsen
2007
- 3e - Ronde van het Groene Hart
- 3e - 1e etappe Ronde van België
- 2e - 3e etappe Ronde van het Waalse Gewest
- 3e - GP Briek Schotte

2008
- 2e - 2e etappe Ronde van Qatar
- 3e - eindklassement Ronde van Qatar
- 3e - 3e etappe Ronde van Andalusië
- 3e - E3 Harelbeke
- 3e - 2e etappe Ronde van Picardië
- 2e - eindklassement Ronde van België
- 2e - 1e etappe Ronde van het Waalse Gewest
- 2e - 2e etappe Ronde van het Waalse Gewest
- 2e - eindklassement Ronde van het Waalse Gewest
- 3e - 1e etappe Ronde van de Ain
- 3e - 5e etappe Ronde van de Ain
- 3e - 10e etappe Ronde van Spanje

2009
- 2e - 5e etappe Ronde van de Algarve
- 3e - 1e etappe Driedaagse De Panne-Koksijde
- 2e - 4e etappe Ronde van België
- 2e - 2e etappe Ronde van de Ain

2010
- 3e - 6e etappe Ronde van Zwitserland
- 3e - Halle-Ingooigem
- 3e - 10e etappe Ronde van Spanje
- 3e - 15e etappe Ronde van Spanje

2011
- 2e - 4e etappe Ronde van België
- 2e - eindklassement Ronde van België
- 2e - 2e etappe Ronde van Wallonië
- 2e - Clásica San Sebastián
- 2e - Ronde van Piemonte

2012
- 2e - 1e etappe Ronde van de Algarve
- 2e - Grote Prijs van Quebec
- 2e - Grote Prijs van Wallonië

2013
- 2e - 3e etappe Ronde van Oman
- 3e - 1e etappe Tirreno-Adriatico (ploegentijdrit)
- 3e - Gent-Wevelgem
- 2e - 2e etappe Ronde van Utah
- 2e - 3e etappe Ronde van Utah
- 2e - 4e etappe Ronde van Utah
- 2e - puntenklassement Ronde van Utah
- 2e - 1e etappe USA Pro Challenge
- 3e - 6e etappe USA Pro Challenge
- 2e - puntenklassement USA Pro Challenge
- 3e - Grote Prijs van Quebec
- 3e - Memorial Frank Vandenbroucke

2014
- 2e - Omloop Het Nieuwsblad
- 2e - Ronde van Vlaanderen
- 3e - 5e etappe Ronde van België
- 2e - puntenklassement Ronde van België
- 2e - 2e etappe Ronde van Frankrijk
- 3e - 9e etappe Ronde van Frankrijk
- 3e - 6e etappe Eneco Tour

2015
- 3e - 2e etappe Ronde van Qatar
- 3e - 2e etappe Ronde van Oman
- 2e - Strade Bianche
- 3e - 1e etappe Tirreno-Adriatico
- 3e - Ronde van Vlaanderen
- 3e - Parijs-Roubaix
- 2e - 3e etappe Ronde van Yorkshire
- 2e - puntenklassement Ronde van Yorkshire
- 3e - 4e etappe Ronde van Zwitserland
- 3e - Belgisch Kampioenschap
- 2e - 6e etappe Eneco Tour
- 2e - eindklassement Eneco Tour
- 2e - puntenklassement Eneco Tour
- 3e - Parijs-Tours

2016
- 2e - 4e etappe Ronde van Qatar
- 3e - eindklassement Ronde van Qatar
- 3e - 2e etappe Ronde van Oman
- 2e - 5e etappe Ronde van Oman
- 2e - puntenklassement Tirreno-Adriatico
- 2e - 4e etappe Ronde van Californië
- 3e - Belgisch Kampioenschap
- 2e - Grote Prijs van Quebec

2017
- 3e - 4e etappe Ronde van Oman
- 2e - Strade Bianche
- 2e - Ronde van Vlaanderen
- 2e - proloog Ronde van Luxemburg
- 2e - 3e etappe Ronde van Luxemburg
- 2e - Grote Prijs van Quebec

2018
- 2e - 2e etappe Ronde van Oman
- 3e - E3 Harelbeke
- 2e - 2e etappe Ronde van Yorkshire
- 2e - 4e etappe Ronde van Yorkshire
- 2e - Gullegem Koerse
- 2e - 9e etappe Ronde van Frankrijk
- 2e - Grote prijs Québec
- 3e - Grote prijs Montreal

2019
- 3e - 3e etappe Ronde van Oman
- 2e - 4e etappe Ronde van Oman
- 2e - Omloop Het Nieuwsblad
- 2e - 2e etappe Tirreno-Adriatico
- 3e - E3 Harelbeke
- 2e - Clásica San Sebastián
- 3e - Grote prijs Quebec

2020
- 3e - Trittico Lombardo 2020
- 2e - Ronde van Wallonië

2021
- 3e - Ronde van Vlaanderen

2022
- 3e - Omloop Het Nieuwsblad

## Resultaten in voornaamste wedstrijden
| Jaar | Ronde van Italië | Ronde van Frankrijk | Ronde van Spanje |
| ---- | ---------------- | ------------------- | ---------------- |
| 2007 |                  |                     |                  |
| 2008 |                  |                     | 66e (1)          |
| 2009 |                  | 89e                 |                  |
| 2010 |                  |                     | 49e              |
| 2011 |                  |                     | 83e              |
| 2012 |                  |                     |                  |
| 2013 |                  |                     |                  |
| 2014 |                  | 38e                 |                  |
| 2015 |                  | opgave (1)          |                  |
| 2016 |                  | 44e (1)             |                  |
| 2017 |                  | 58e                 |                  |
| 2018 |                  | 28e                 |                  |
| 2019 |                  | 36e                 |                  |
| 2020 |                  | 50e                 |                  |
| 2021 |                  | 97e                 |                  |
| 2022 |                  |                     |                  |
| 2023 |                  |                     |                  |

| Jaar | Milaan-San Remo | Gent-Wevelgem | Ronde van Vlaanderen | Parijs-Roubaix | Amstel Gold Race | Luik-Bast.‑Luik | Ronde van Lombardije | Parijs-Tours | E3 Harelbeke | Omloop Het Nieuwsblad |  | WK op de weg |  | Wereldranglijsten |
| ---- | --------------- | ------------- | -------------------- | -------------- | ---------------- | --------------- | -------------------- | ------------ | ------------ | --------------------- |  | ------------ |  | ----------------- |
| 2007 |                 |               | opgave               | 29e            |                  |                 |                      | 48e          |              | 84e                   |  | 63e          |  | 138e (UPT)        |
| 2008 | 53e             | 170e          | 8e                   | 27e            | 85e              |                 |                      | 132e         | ↑            |                       |  | 17e          |  | 64e (UPT)         |
| 2009 | 13e             |               | 35e                  | 38e            |                  |                 |                      | 14e          | 28e          | 4e                    |  | 44e          |  | 189e (UWK)        |
| 2010 | 47e             |               | 39e                  | 27e            |                  |                 | 16e                  | 16e          | 26e          | 108e                  |  | 5e           |  | 171e (UWK)        |
| 2011 | 9e              | 13e           | 22e                  |                | 24e              | 7e              | 12e                  | ↑            |              | 30e                   |  | 175e         |  | 56e (UWT)         |
| 2012 | 69e             | 27e           | 4e                   |                | 36e              | 73e             | 17e                  | 6e           | 26e          | 5e                    |  | 25e          |  | 42e (UWT)         |
| 2013 | 36e             | ↑             | 7e                   | 4e             | 16e              | 63e             | 19e                  | 48e          | 24e          | 5e                    |  | 23e          |  | 18e (UWT)         |
| 2014 | 25e             | 28e           | ↑                    | 17e            | 40e              |                 |                      | 39e          | 10e          | ↑                     |  | 5e           |  | 24e (UWT)         |
| 2015 | 19e             | 36e           | ↑                    | ↑              | 5e               |                 |                      | ↑            | 88e          | 6e                    |  | 23e          |  | 8e (UWT)          |
| 2016 | 5e              | 9e            | opgave               |                |                  |                 | opgave               | 77e          |              | ↑                     |  | 10e          |  | 6e (UWT)          |
| 2017 | 21e             | ↑             | ↑                    | ↑              | 12e              | 11e             |                      |              | ↑            | ↑                     |  | 6e           |  | (UWT)             |
| 2018 | 17e             | 14e           | 5e                   | 4e             | 14e              |                 |                      |              | ↑            | 50e                   |  | 50e          |  | 5e (UWT)          |
| 2019 | 42e             | 20e           | 10e                  | 12e            | 14e              | 52e             |                      |              | ↑            | ↑                     |  | 8e           |  | 6e (UWR)          |
| 2020 | 8e              |               |                      |                |                  | opgave          |                      |              |              | 13e                   |  | 21e          |  |                   |
| 2021 | 13e             | 12e           | ↑                    | 32e            | 26e              | 40e             |                      | 41e          | 6e           | 33e                   |  |              |  |                   |
| 2022 | 35e             | 17e           | 15e                  | 17e            | 24e              |                 |                      |              | 42e          | ↑                     |  |              |  |                   |
| 2023 |                 | 85e           | 62e                  | 37e            | 26e              |                 |                      | 58e          | opgave       | 34e                   |  |              |  |                   |

### Resultaten in kleinere rondes
| Jaar | Ronde van Qatar | Tirreno-Adriatico | Ronde van België | Ronde van Oostenrijk | Ronde van Yorkshire | Ronde van Wallonië | Critérium du Dauphiné | Ronde van Zwitserland | Renewi Tour | Ronde van de Ain |
| ---- | --------------- | ----------------- | ---------------- | -------------------- | ------------------- | ------------------ | --------------------- | --------------------- | ----------- | ---------------- |
| 2006 |                 |                   | 41e              |                      |                     |                    |                       |                       |             |                  |
| 2007 | 47e (1)         |                   | 9e               |                      | 24e (1)             |                    |                       | 30e                   |             |                  |
| 2008 | ↑               |                   | ↑ (1)            |                      | ↑ (1)               |                    | 54e                   |                       | 18e (1)     |                  |
| 2009 |                 | 59e               | 5e               |                      |                     |                    | 82e                   | 15e                   | 17e         |                  |
| 2010 | 72e             | 12e               | 29e              |                      | 18e                 |                    | 42e                   |                       | 9e          |                  |
| 2011 | 60e             | 29e               | ↑                | 26e (1)              | ↑ (1)               |                    | 60e                   | 14e                   |             |                  |
| 2012 |                 | opgave            |                  |                      | opgave              |                    | opgave                | 31e                   |             |                  |
| 2013 | 6e              | 49e               | 35e              | 35e                  | ↑ (2)               |                    | 121e                  |                       |             |                  |
| 2014 | 31e             |                   | 10e              |                      |                     | 45e                |                       | 5e (1)                |             |                  |
| 2015 | 5e              | 48e (1)           | ↑ (1)            |                      | 7e                  |                    |                       | 33e                   | ↑           |                  |
| 2016 | ↑               | ↑ (1)             |                  |                      |                     |                    | 76e                   |                       | 4e          |                  |
| 2017 |                 | 36e               |                  |                      |                     |                    |                       | 48e                   | 4e          |                  |
| 2018 | 20e             |                   |                  | ↑ (1)                |                     |                    | 29e                   | 6e                    |             |                  |
| 2019 | 16e             |                   |                  | ↑ (1)                |                     |                    | 48e                   | 4e                    |             |                  |
| 2020 |                 |                   |                  |                      | ↑                   |                    |                       |                       |             |                  |
| 2021 | 34e             |                   |                  | 81e                  |                     | 26e                |                       |                       |             |                  |
| 2022 | 57e             |                   |                  | 4e                   | 93e                 |                    |                       |                       |             |                  |
| 2023 |                 | 61e               |                  |                      | 18e                 | 76e                |                       | 22e                   |             |                  |

### Olympische Spelen
| Olympische Zomerspelen 2016 | Goud | Zilver | Brons | Olympische Zomerspelen 2016 |
| Wegrit mannen 2016          | 1    | 0      | 0     |                             |

## Ploegen
- 2006 –  Bodysol-Win for Life-Jong Vlaanderen
- 2007 –  Predictor-Lotto
- 2008 –  Silence-Lotto
- 2009 –  Silence-Lotto
- 2010 –  Omega Pharma-Lotto
- 2011 –  BMC Racing Team
- 2012 –  BMC Racing Team
- 2013 –  BMC Racing Team
- 2014 –  BMC Racing Team
- 2015 –  BMC Racing Team
- 2016 –  BMC Racing Team
- 2017 –  BMC Racing Team
- 2018 –  BMC Racing Team
- 2019 –  CCC Team[5]
- 2020 –  CCC Team
- 2021 –  AG2R-Citroën
- 2022 –  AG2R-Citroën
- 2023 –  AG2R-Citroën

## Onderscheidingen
- Flandrien-Trofee: 2008, 2013, 2014, 2015, 2016, 2017
- Kristallen Fiets: 2014, 2015, 2016, 2017
- Vlaamse Reus: 2016
- Ereburger van de stad Dendermonde na het behalen van de olympische titel.[6]
- Sportman van het jaar 2016
- UnitedHumans Award 2017

## Afbeeldingen

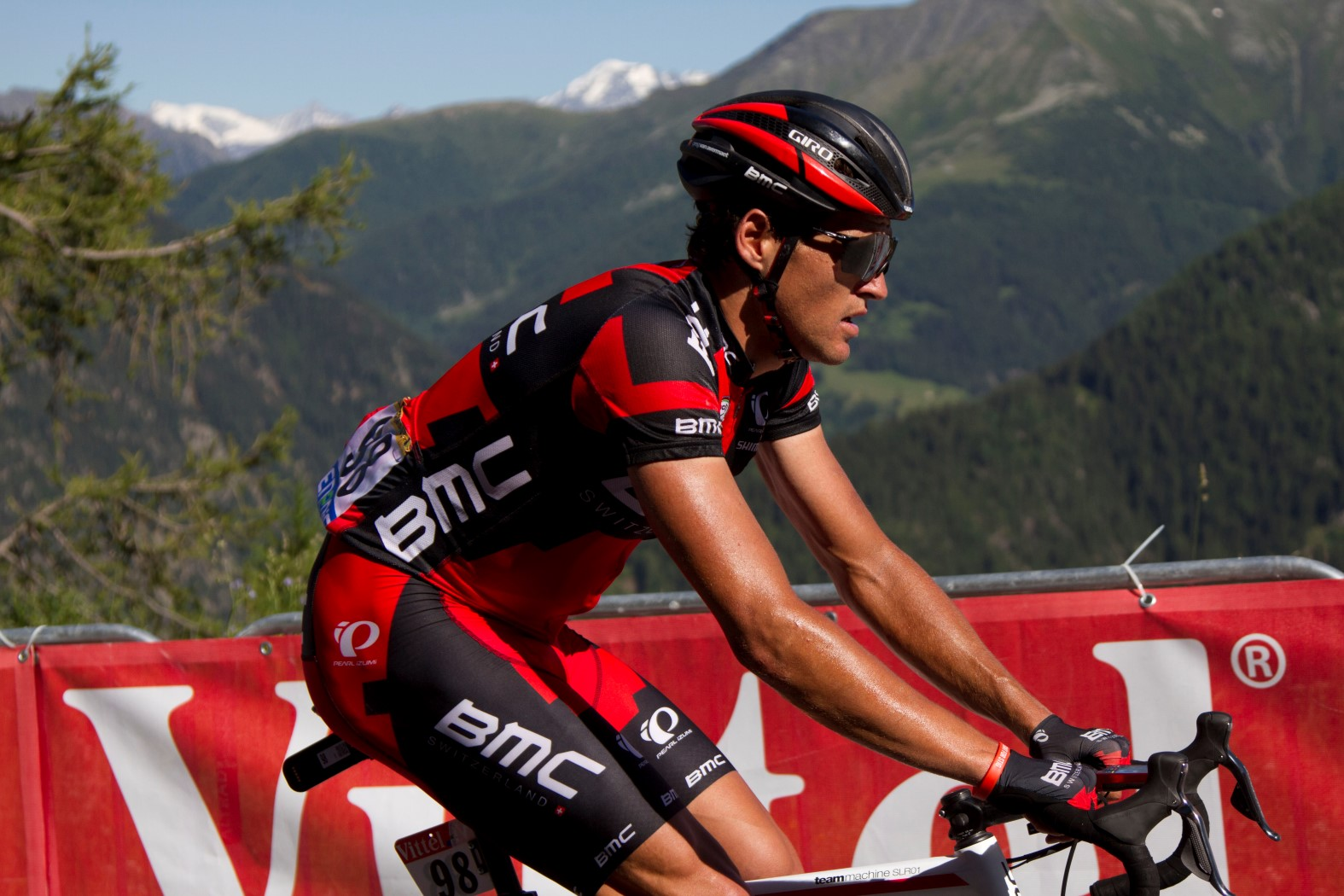
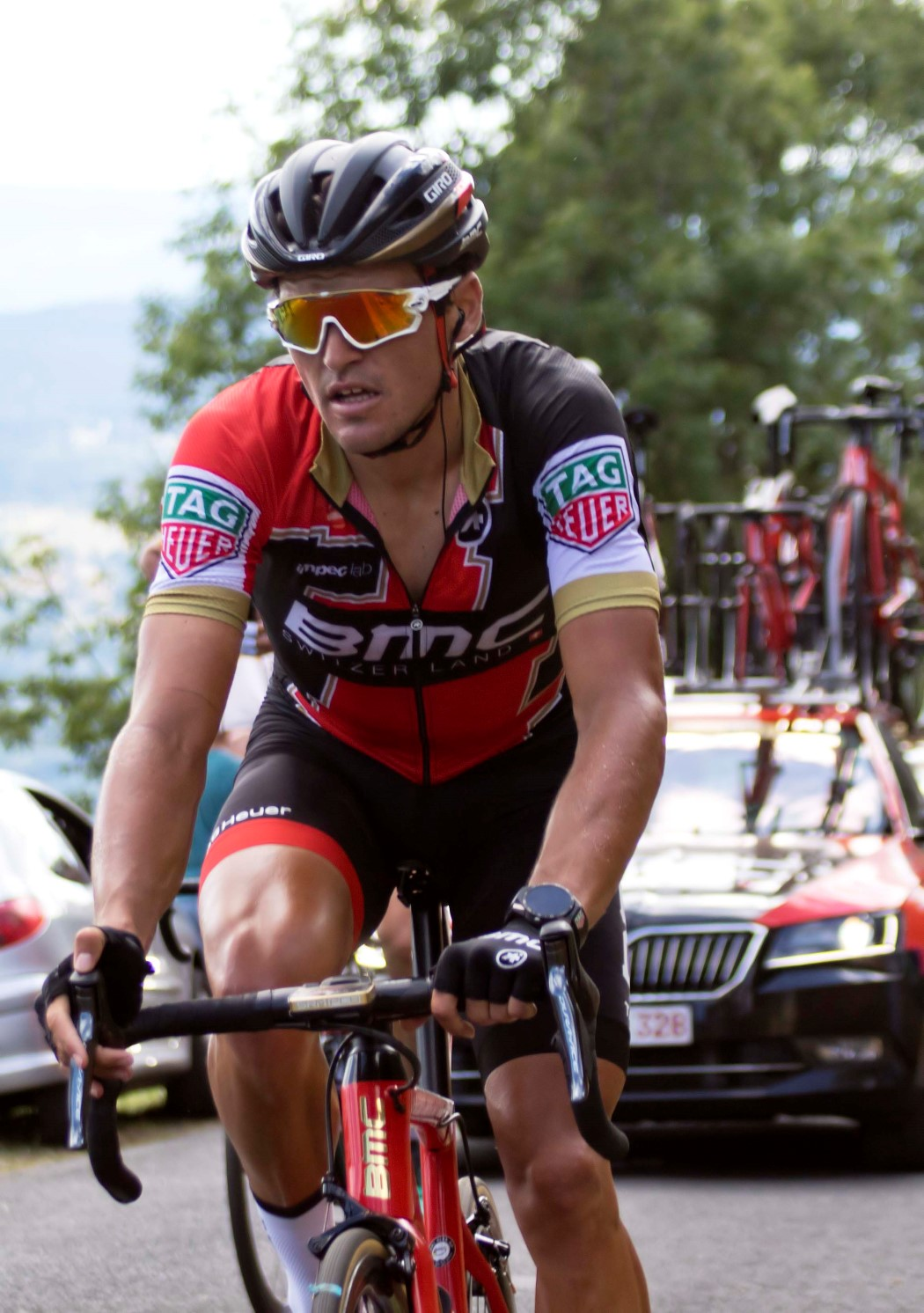
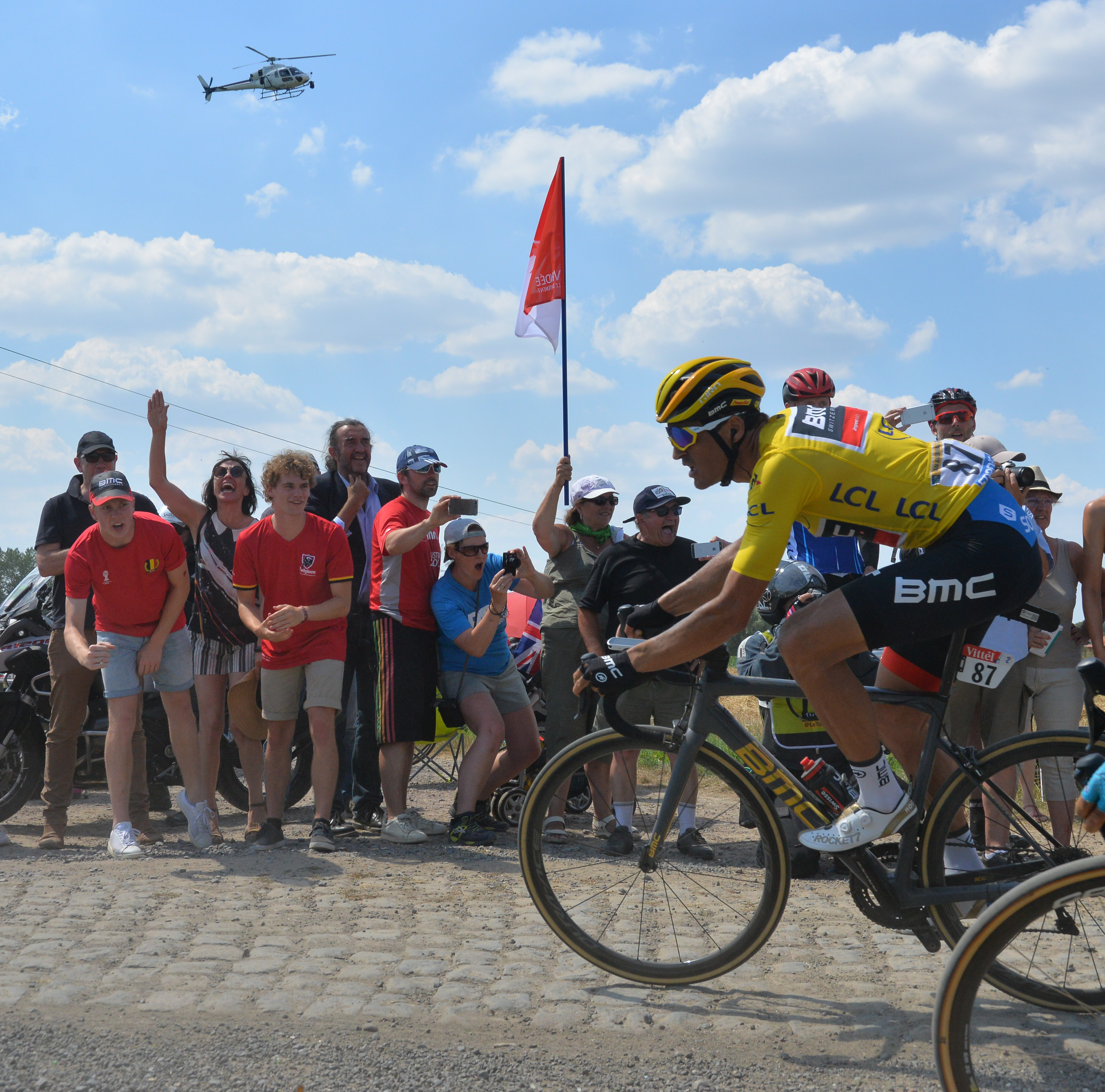
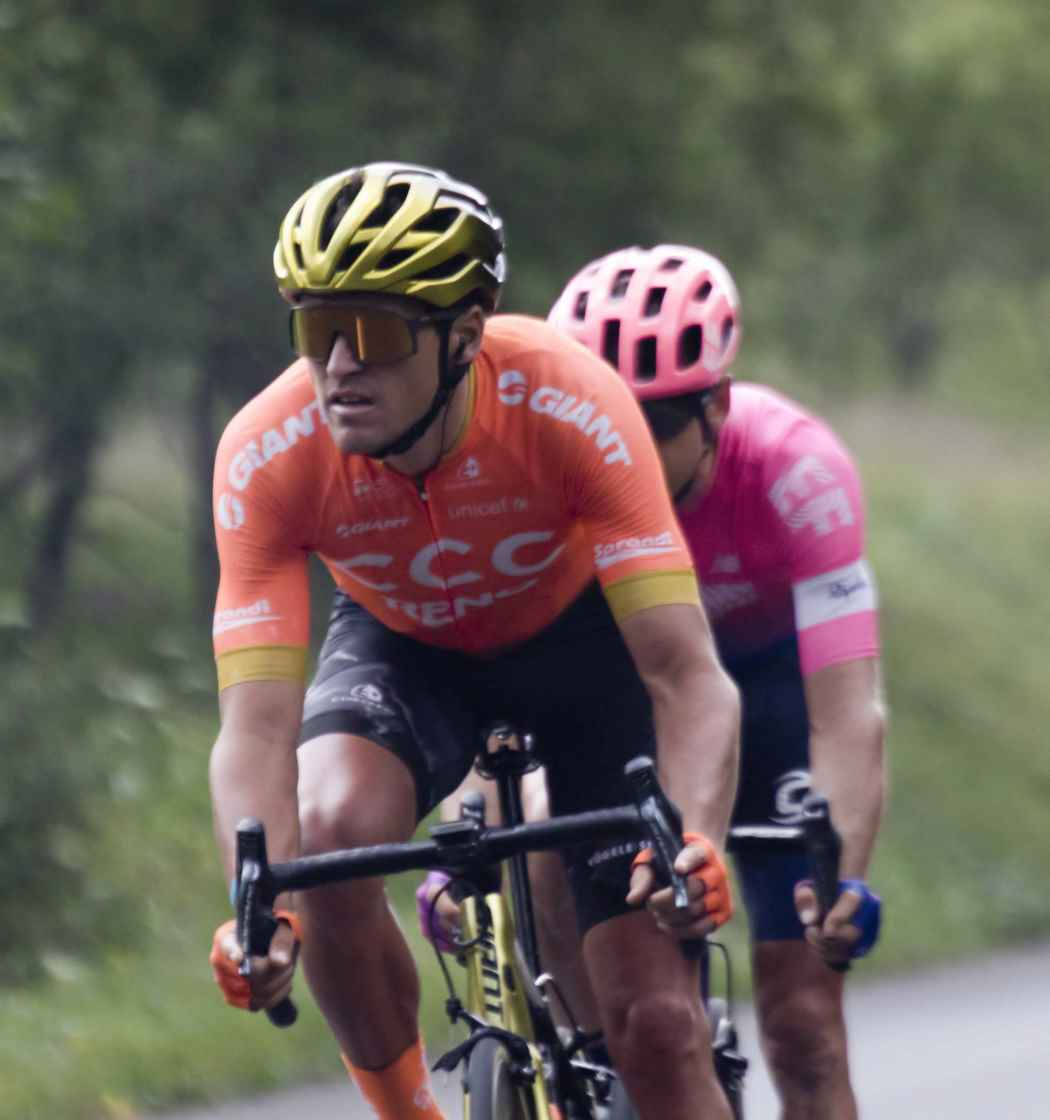
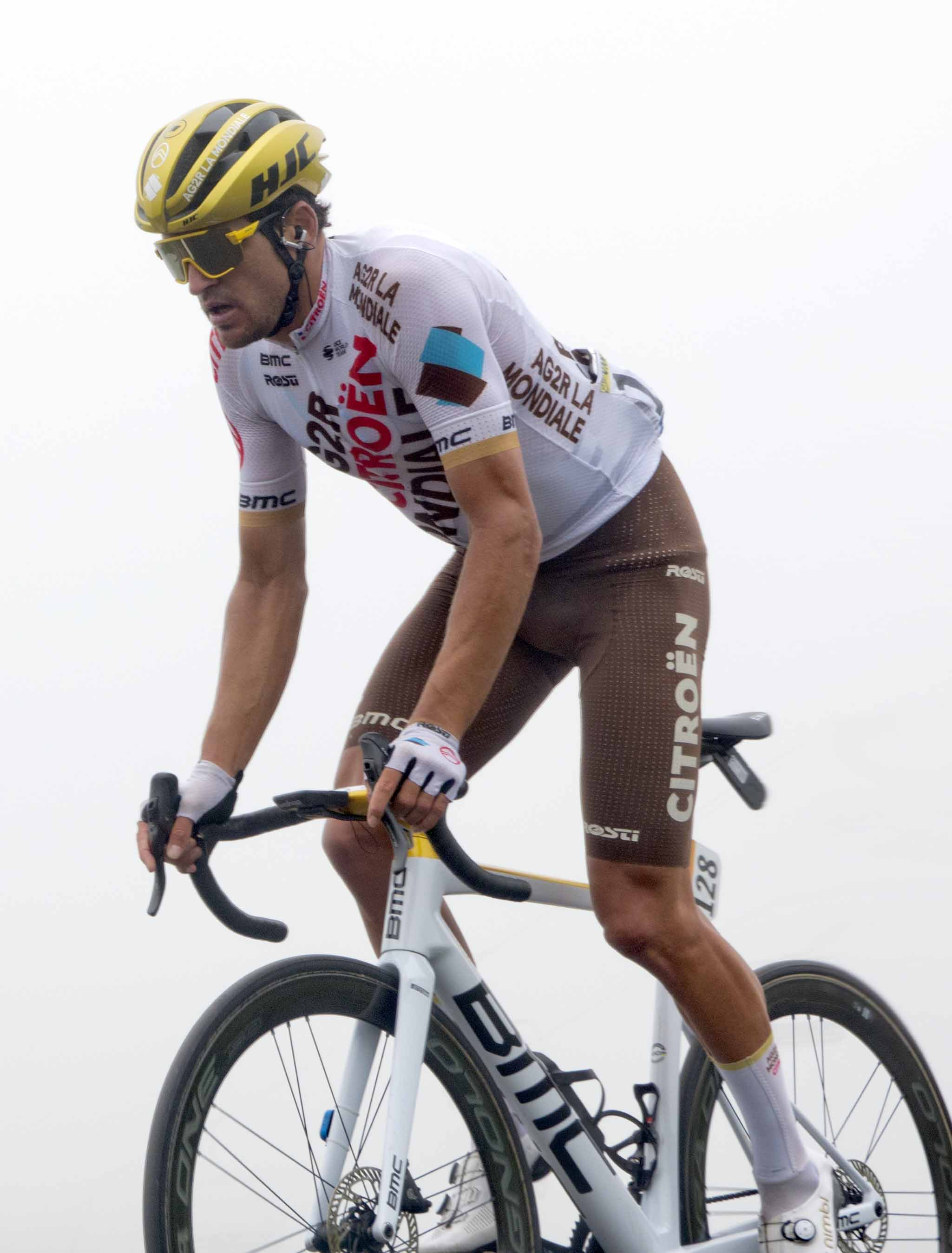